# Алберто Гереро
Антонио Алберто Гарсиа Гереро (на английски: Antonio Alberto García Guerrero; 6 февруари 1886 – 7 ноември 1959) е чилийско-канадски композитор, пианист и преподавател.
Най-известен е като учител на канадския пианист Глен Гулд, но повлиява и на няколко поколения музиканти с дългогодишната си преподавателска практика в Музикалната консерватория в Торонто.